# Heubodengeflüster
Heubodengeflüster ist ein im Stil eines Bauernschwanks gehaltenes, deutsches Filmlustspiel aus dem Jahr 1967. Unter der Regie von Rolf Olsen treten eine Reihe namhafter, populärer Schauspieler jener Jahre auf.

## Handlung
Auf dem Himmelhof des Bauern Florian Maderer, der hier mit seiner Frau Genoveva und beider Tochter Hannerl wohnt, herrscht große Aufregung. Der handfeste Bayer geht keiner Rauferei aus dem Wege. Doch diesmal habe er es nach Ansicht der Staatsmacht zu weit getrieben; er muss acht Wochen lang sein Himmelbett mit der kargen Knastpritsche eintauschen, nachdem er auch noch diverse Vorladungen geflissentlich ignoriert hat. Da kommt Genoveva die rettende Idee. Jemand anderes könnte doch an seiner Stelle ins Gefängnis gehen und die verhängte Strafe verbüßen; jemand, der dringend Geld benötigt und leicht zu beeinflussen ist! Die ideale Wahl für einen solchen Deppen ist Florians Vetter Blasius. Er wird ordentlich mit Alkohol abgefüllt und ihm werden 1000 Mark versprochen, wenn er für gut eine Woche den Florian Maderer gibt und für ihn einsitzt.
Am folgenden Tag tritt Blasius die Haftstrafe an. Doch die bauernschlaue Schwindelei gestaltet sich nicht so folgenlos einfach, wie von allen gedacht. Erst taucht der Gefängnisaufseher Gruber auf und faltet Blasius gehörig zusammen, dann schneit auch noch der Parlamentsabgeordnete Dr. Leo Dorn in die Strafanstalt. Er hat vom Bundespräsidenten den Auftrag erhalten, gerade heute einem der Gefängnisinsassen eine Amnestie zu gewähren. Als Dorn erfährt, dass ausgerechnet der Maderer einsitzt und dieser wiederum derzeit für das Bürgermeisteramt kandidiert, kommt nun der falsche Maderer in den Genuss seiner vorzeitigen Freilassung. Dorn hat es sich erspart, den begünstigten Kandidaten vorher in Augenschein zu nehmen. Denn er gewährt diese Gunst nicht aus purer Menschenliebe; vielmehr erhofft er sich – getreu dem Motto: eine Hand wäscht die andere – einen eigenen Vorteil. Er will von Maderer ein Grundstück kaufen und hofft, dass dieser nun mit dem Preis runtergeht.
Wenig später holt der echte Florian Maderer, der nichts von den Vorgängen im Gefängnis ahnt, seine fesche Tochter Hannerl vom Bahnhof ab und verbietet ihr jeden Kontakt mit ihrem Jugendfreund, in den sie verliebt ist. Nach seiner „humanitären Tat“ gegenüber dem falschen Maderer im Knast will Dr. Dorn angeblich erst einmal auf Dienstreise gehen. Doch seine Trude traut ihrem Göttergatten nicht und beauftragt einen Privatdetektiv, Hugo Zehe, ihrem womöglich lustwandelnden Ehemann hinterherzuspionieren. Trudes Zweifel sind nicht unberechtigt, denn Dorn reist zusammen mit seiner attraktiven blonden Sekretärin Dodo. Auf Florian Maderers Hof kommt es schließlich zum Stelldichein aller Beteiligten. Auch Hannerls vom Vater ungeliebter Freund und der falsche Maderer, Vetter Blasius, der noch eine Rechnung mit Florian offen hat, trudeln ein. Bald entsteht ein riesiges Chaos, und der Reigen zahlreicher Missverständnisse scheint kein Ende mehr zu nehmen.

## Produktion
Der Film wurde im Frühherbst 1967 in Bad Aussee gedreht, wo kurz zuvor an den gleichen Schauplätzen Mittsommernacht entstanden war. Die deutsche Erstaufführung erfolgte am 24. Dezember 1967, andere Quellen nennen den 29. Dezember. In späteren Jahren wurde der Streifen auch unter dem Titel Heubodengeflüster in Oberbayern vertrieben.
Die Kostüme stammen von Lambert Hofer, die Bauten entwarf Sepp Rothauer, dem Herwig Pollak als Ausstatter zuarbeitete. Die Produktionsleitung hatte Erich Tomek.

## Kritiken
„Dürftiges, teilweise schmuddeliges Klamaukfilmchen.“

„Ein öder Klamaukfilm mit plattesten Gags aus der Klamottenkiste; insgesamt eine Attacke gegen den gesunden Menschenverstand.“

„Alberne Verwicklungen auf einem bayerischen Bauernhof. Nichts auslassend – vom derbsten Klamauk bis zur handfesten Zweideutigkeit im Dialog – entstand wieder ein besonders beklagenswertes «deutsches Lustspiel».“

Bei der Fernsehausstrahlung 1988 spottete Der Spiegel: „Fensterl-Watschen-Gaudi (Bundesrepublik 1967, Regie: Rolf Olsen) mit allem, was einst Humor einflößen sollte: den Oberkrainern, Roy Black, Lou van Burg, Christiane Rücker, Ralf Wolter, Willy Millowitsch.“